# Pachycnema flavolineata
Pachycnema flavolineata är en skalbaggsart som beskrevs av Hermann Burmeister 1844. Pachycnema flavolineata ingår i släktet Pachycnema och familjen Melolonthidae. Inga underarter finns listade i Catalogue of Life.